# Parque nacional Llica
El Parque nacional Llica es un parque nacional del Altiplano de Bolivia. Administrativamente se encuentra ubicado en el municipio de Llica de la provincia de Daniel Campos dentro del departamento de Potosí, al extremo oeste del país. Cuenta con una superficie de 97 500 ha (975 km²). Es un área protegida en la ecorregión altiplánica de la puna, a una altitud promedio de 3800 m s. n. m., limitando al oeste con la República de Chile y al este con el Salar de Uyuni. Fue creado el 29 de noviembre de 1990 mediante la Resolución Ministerial N° 228/90 con el fin de proteger las especies cactáceas (Echinopsis) y de la thola (Baccharis dracunculifolia) en la zona, que debido a su irracional aprovechamiento se encontraban en peligro de extinción. El área es, además, un hábitat de especies típicas del ambiente puneño, como vicuñas (Vicugna vicugna), quirquinchos (Dasypodidae) y suris (Rhea pennata).
Se encuentra aproximadamente en la posición 19°39′S 68°20′O / -19.650, -68.333.

## Geografía
El parque nacional se encuentra en el Altiplano boliviano, entre la Cordillera Occidental al oeste y el Salar de Uyuni al este. Dentro del parque se encuentran numerosos cerros como el Tancani, el Polontupsa, el Trincherani, el Sapajo y el Chinchilhuma. Otro accidente geográfico relevante de la zona es el cráter de Ulo, en la parte norte del parque.